# Hugo Gerhard Ströhl
Hugo Gerhard Ströhl (24. september 1851, Wels, Østrig – 7. december 1919, Mödling, Østrig) var en østrigsk heraldiker.
Hugo Gerhard Ströhl blev født i 1851 i Wels i Oberösterreich. Som dreng viste han kunstnerisk talent og blev optaget ved skolen for anvendt kunst i Wien (Kunstgewerbeschule des Österreichischen Museums für Kunst und Industrie). Efter sin afgangseksamen arbejdede han som lærer i tegning og maleri og åbnede et mindre grafisk atelier.
I 1890 udgav han en østrig-ungarsk våbenrulle indeholdende hundreder af by- og provinsvåbener, og i 1899 udgav han en heraldisk mønsterbog.
Ströhl udgav desuden en tilsvarende våbenbog for det kejserlige Tyskland og er desuden kendt for publikationer om den traditionelle japanske heraldik, mon.

### Andre værker
St. Karl Borromäuskirche i Wien er udsmykket med Hugo Gerhard Ströhls illustrationer for 130 våbenmærker for wienske lav.www.kamillianer.at

## Galleri
Eksempler på Ströhls arbejder:
- Tyske Riges store rigsvåben
- Kejserriget Østrigs mellemstore rigsvåben efter 1867. Dobbeltørnens vinger er belagt med våbenmærkerne for rigets enkelte provinser
- Våben for Ungarn som del af Østrig-Ungarn (udgave brugt før 1915).
- Våben for den preussiske provins Slesvig-Holsten
- Våben for den preussiske provins Schlesien
- Byvåben for Berlin
- Våben for hansestaden Hamborg
- Våben for storhertugdømmet Mecklenburg-Schwerin
- Våben for kongeriget Württemberg
- Våben for storhertugdømmet Sachsen-Weimar-Eisenach
- Våben for kongeriget Bøhmen som østrig-ungarsk provins
- Våben for Bosnien-Hercegovina som østrig-ungarsk provins
- Ungarns Stephanskrone

## Eksterne links
- Die Wappen von Österreich-Ungarn, tegningerne udarbejdet af Ströhl

Denne artikel er oversat fra den tilsvarende artikel på den tyske Wikipedia.